# Коллективный
Коллективный — опустевший поселок в Верхнетоемском муниципальном округе Архангельской области.

## География
Находится в юго-восточной части Архангельской области на расстоянии приблизительно 46 км на запад-юго-запад по прямой от административного центра района села Верхняя Тойма в левобережной части района.

## История
Основан в 1976 году. До 2021 года входил в состав Афанасьевского сельского поселения до его упразднения.

## Население
Численность населения не была учтена как в 2002 году, так и в 2010.